# Museo nacional de ciencias naturales
Il Museo Nacional de Ciencias Naturales (MNCN) è il Museo Nazionale di scienze naturali della Spagna. È situato a Madrid nel Palacio de Las Artes y la Industria, nel quartiere Salamanca.
Esso presenta numerose collezioni, ed è diventato un centro di riferimento non solo per la fauna spagnola ma anche per le diverse aree del Mediterraneo. Inoltre partecipa a diversi centri di ricerca: tra i più importanti vi è quello di Atapuerca.

## Storia
La fondazione del museo risale al 1771, quando Carlo III di Spagna fondò il Real Gabinete de Historia Natural. Per la realizzazione è stata rilevante l'acquisizione di alcune collezioni e della biblioteca di Pedro Franco Dávila, commerciante spagnolo originario del Guayaquil. La collezione si presentava molto variegata: conteneva esemplari del mondo animale e vegetale, pietre, minerali, sculture, utensili e armi di diversi periodi storici. Successivamente, per l'installazione del Gabinete, fu comprato il Palacio de Goyeneche, nella calle de Alcalá numero 13.
Nel 1808, con l'invasione napoleonica, il Real Gabinete fu saccheggiato dalle truppe francesi. L'attività riprese nel 1814 con la richiesta di restituzione dei pezzi rubati, ma la resa si realizzò con un anno di ritardo e risultò in parte incompleta. Nel 1815 il Real Gabinete fu rinominato Real Museo de Ciencias, con l'annessione del Real Jardín Botánico, del Real Estudio de Mineralogía e del Real Laboratorio de Química. Nel 1847 il museo cambiò denominazione in Museo de Historia Natural e dieci anni dopo in Museo de Ciencias Naturales de Madrid.
Nel 1867 fu istituito il Museo Arqueologico Nacional dove vennero trasferite alcune collezioni di archeologia e etnografia. Nello stesso anno il Jardin Botanico e il Jardín Zoologico de Aclimatación divennero indipendenti. Il 21 maggio 1887 nel museo la regina Maria Cristina d'Asburgo-Teschen inaugurò la prima Esposizione Universale delle Belle Arti.
Nel 1895 il museo cambiò la sua ubicazione, trasferendosi nel Palacio de Museo y Biblioteca, l'attuale struttura della biblioteca Nazionale, condividendo la sede con il Museo Arqueologico e il Museo de Antropologia. Solo nel 1901 il museo venne trasferito nella sede attuale, a seguito della nomina di Ignacio Bolivar come direttore, e da quel momento condivide la sua sede con la Escuela Tecnica Superior de Ingenieros Industriales (ETII). Nel 1913 un ordine reale attribuì al museo l'attuale denominazione.
La Guerra Civile portò alla chiusura del museo e al trasferimento di alcune sue collezioni al Banco de España.
Al termine della guerra il museo passò al Consejo Superior de Investigaciones Cientifica. L'attività museologica riprese nel 1984, con la ristrutturazione dell'edificio e la successiva aggiunta del Instituto Espanol de Entomologia y de la Geologia di Madrid.

## Edificio
La costruzione dell'edificio è stata realizzata in seguito a un concorso indetto in occasione della Exposición Nacional de la Industria y de las Artes nel 1881. Il vincitore del concorso fu Fernando de la Torriente che diede inizio alla realizzazione dell'edificio nel 1882. Egli morì un anno prima della fine dei lavori che avvenne nel 1887, per opera di Emilio Boix y Merino. Il complesso fu inaugurato con l'Esposizione Nazionale delle Belle Arti.
L'edificio è stato interamente costruito in ferro e vetro; la facciata è composta da mattoni e copre a sua volta una struttura metallica, mentre il tetto presenta un insieme di capriate realizzate secondo il sistema ideato da Camille Polonceau
. Sia la cupola che il tetto sono state costruite in Belgio.
La pianta era stata inizialmente progettata da Fernando de la Torriente e presentava una forma rettangolare con due cortili interni.  Nel 1896 Pascual Hernaiz e Silo vi apportò ulteriori modifiche riducendo nettamente la pianta precedente. Essa ha continuato a subire numerose variazioni fino al momento in cui il Museo delle scienze è stato collocato nell'ala nord.

## Collezioni
Nelle collezioni del museo sono presenti oltre 6 milioni di oggetti che includono scheletri di dinosauri, minerali, meteoriti e animali impagliati.
Nel 1913 il Museo Nacional de Ciencias Naturales ha ricevuto una riproduzione del dinosauro Diplodocus carnegii, donata solamente ad otto musei in tutto il mondo.
Il museo presenta notevoli collezioni permanenti:
- Biodiversità[11]
- Minerali, fossili ed evoluzione umana[12]
- Mediterraneo natura e civiltà[13]
- Fauna del parco nazionale di Guadarrama (Spagna)[14]

Inoltre vi sono ulteriori esposizioni dedicate a particolari approfondimenti. Un'area interamente dedicata al naturalista Charles Darwin presenta informazioni sulla sua vita e sulle sue più rilevanti scoperte. È presente una mostra sul Real Gabinete de Historia Natural, con la quale vengono ripercorsi i vari avvenimenti e cambiamenti avvenuti nel corso della storia del museo, facendo riferimento anche alle sue diverse collezioni. Un'esposizione sulla spedizione nell'Oceano Pacifico realizzata dagli scienziati spagnoli tra il 1862 e il 1866 ospita strumenti e documenti utilizzati per la classificazione e lo studio delle specie.
Sono presenti due giardini: il Giardino della Foresta Mediterranea e il Giardino delle Pietre. Nel primo lo spazio è articolato in tre parti principali: la montagna, il monte e la zona di transizione. Nel secondo vi sono rocce e tronchi fossilizzati e informazioni in merito all'origine e alle particolari caratteristiche delle rocce.

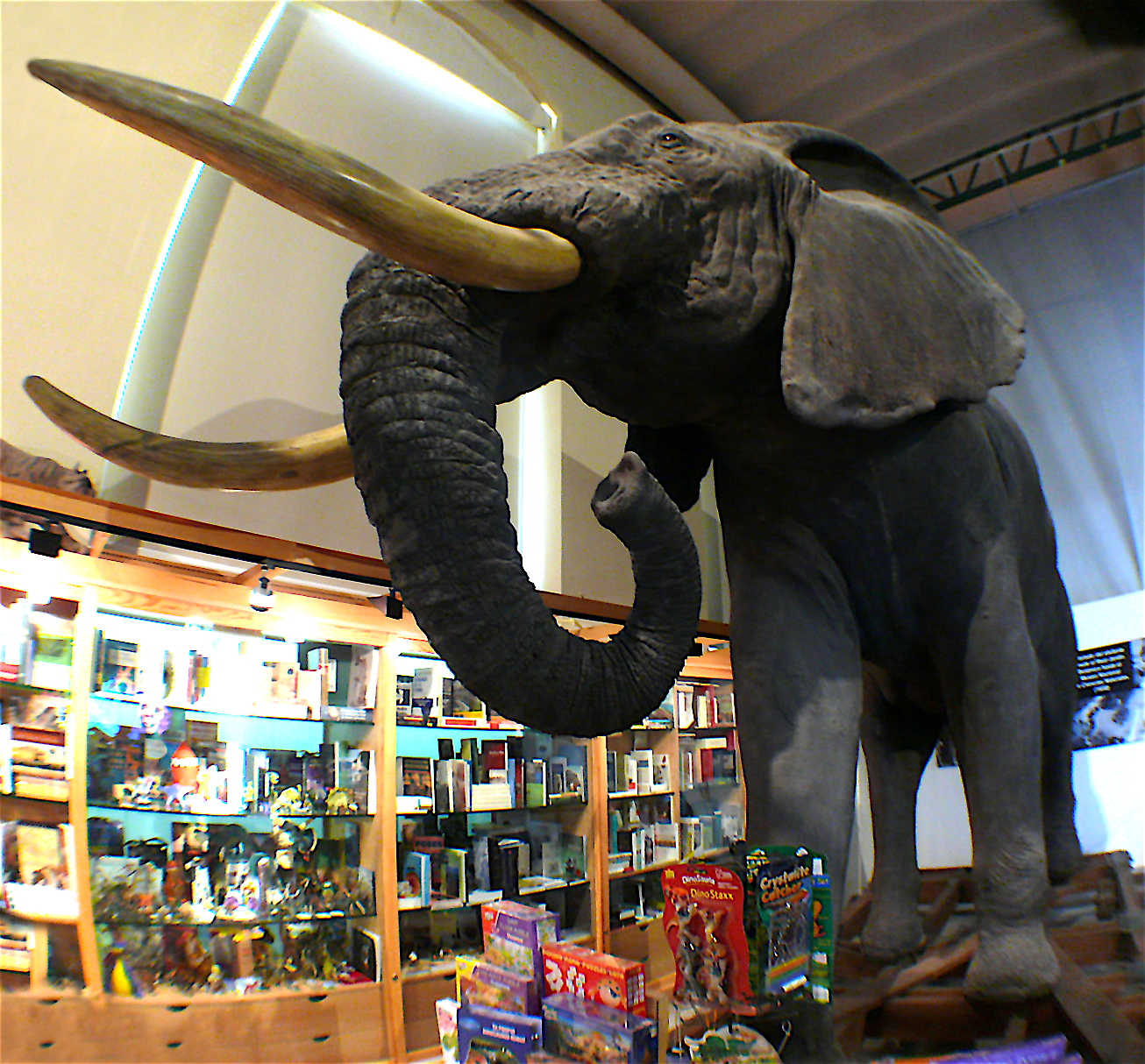
Loxodonta africana
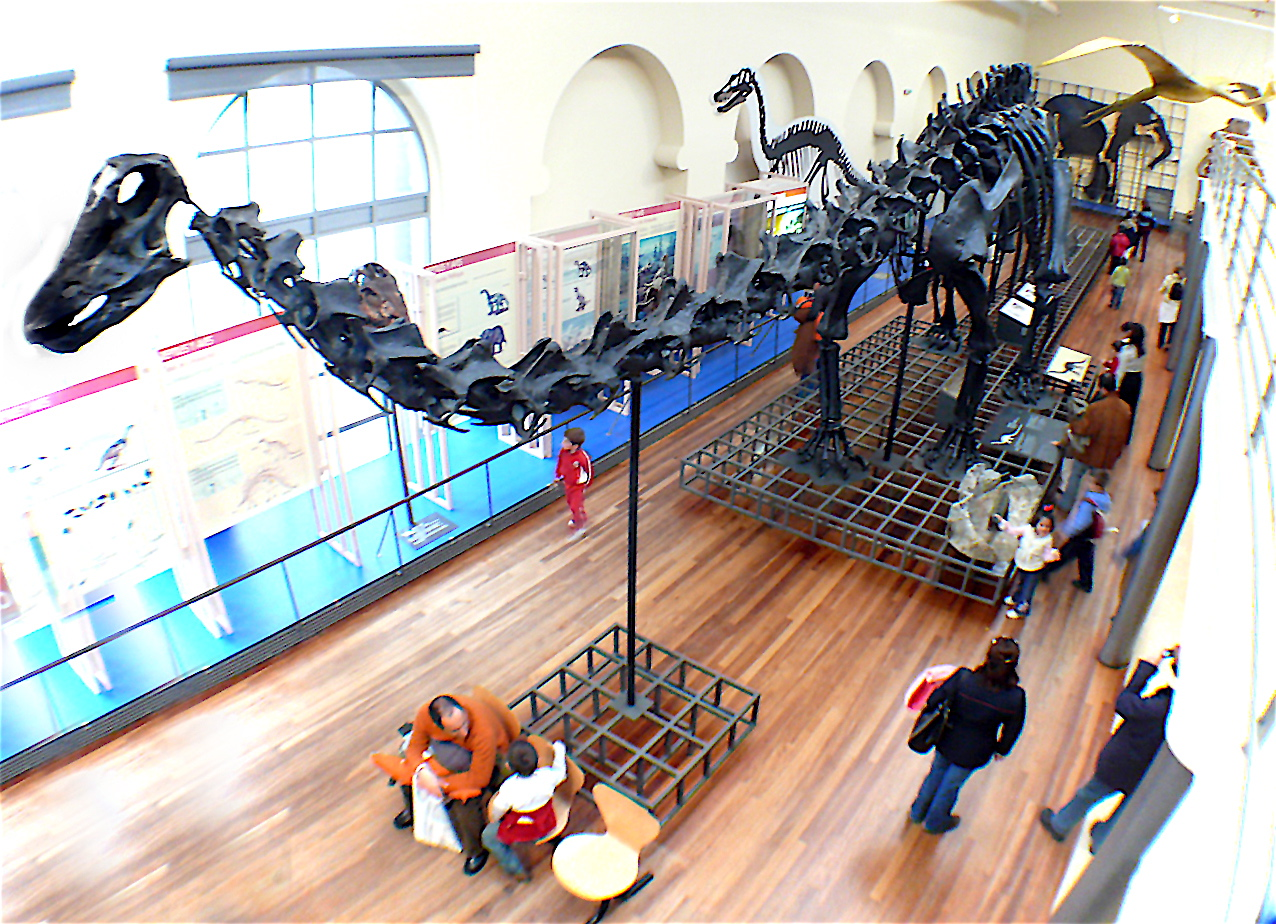
Sezione di Storia Naturale: riproduzione del Diplodocus carnegii
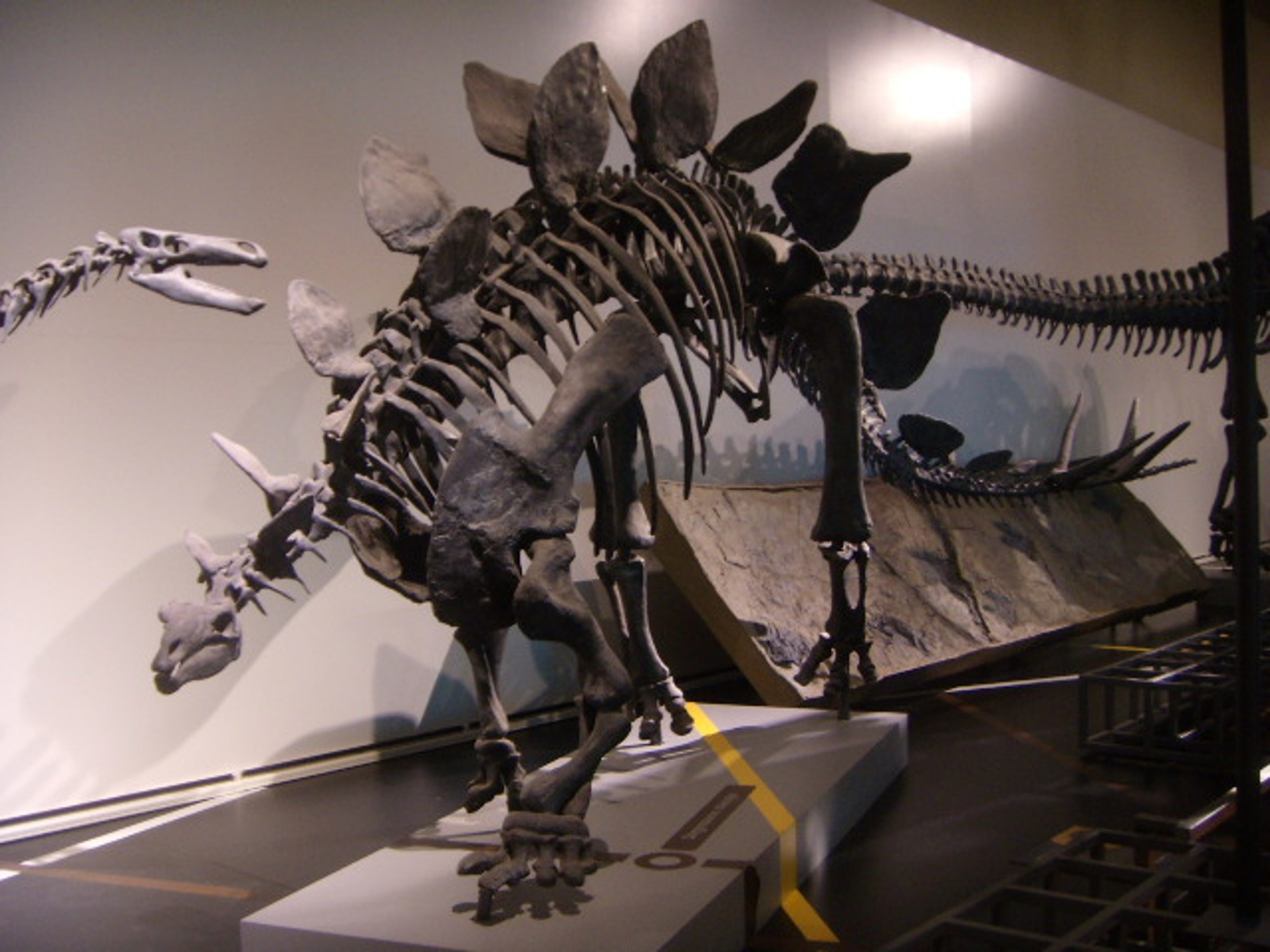
Sezione di Storia Naturale: scheletro di un Stegosaurus
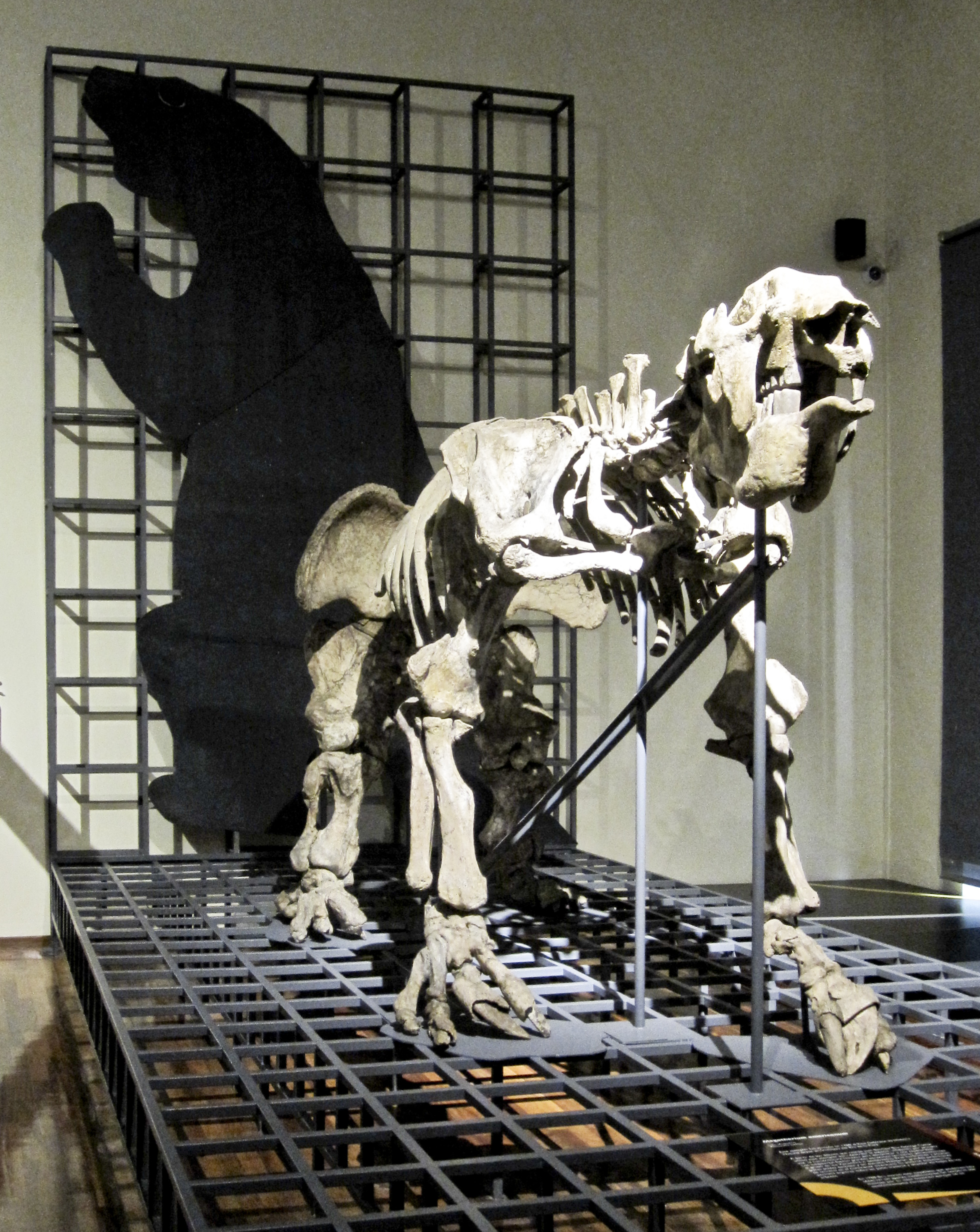
Sezione di Storia Naturale: scheletro di un Megatherium
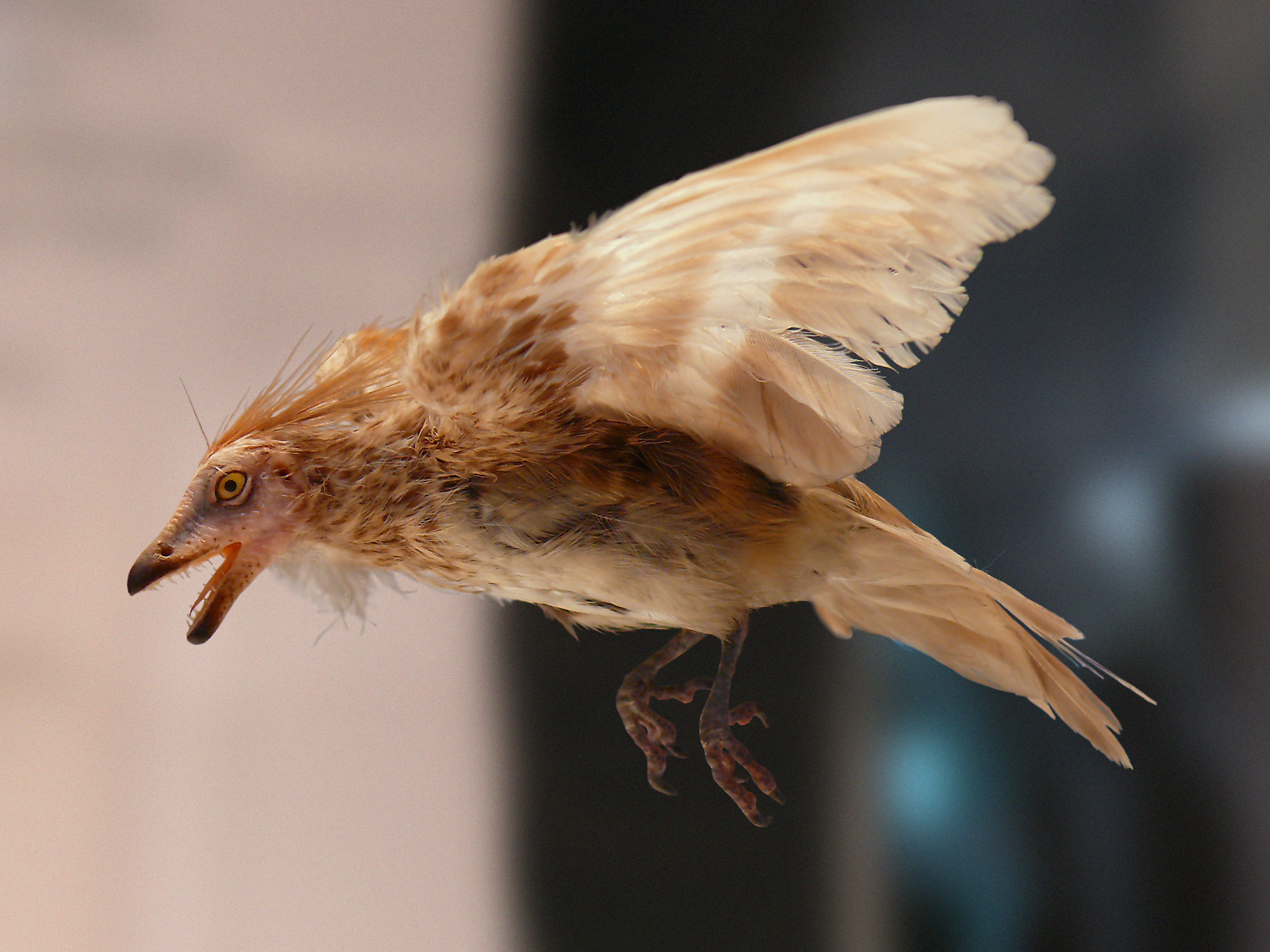
Sezione di Storia Naturale: riproduzione di un Iberomesornis romerali
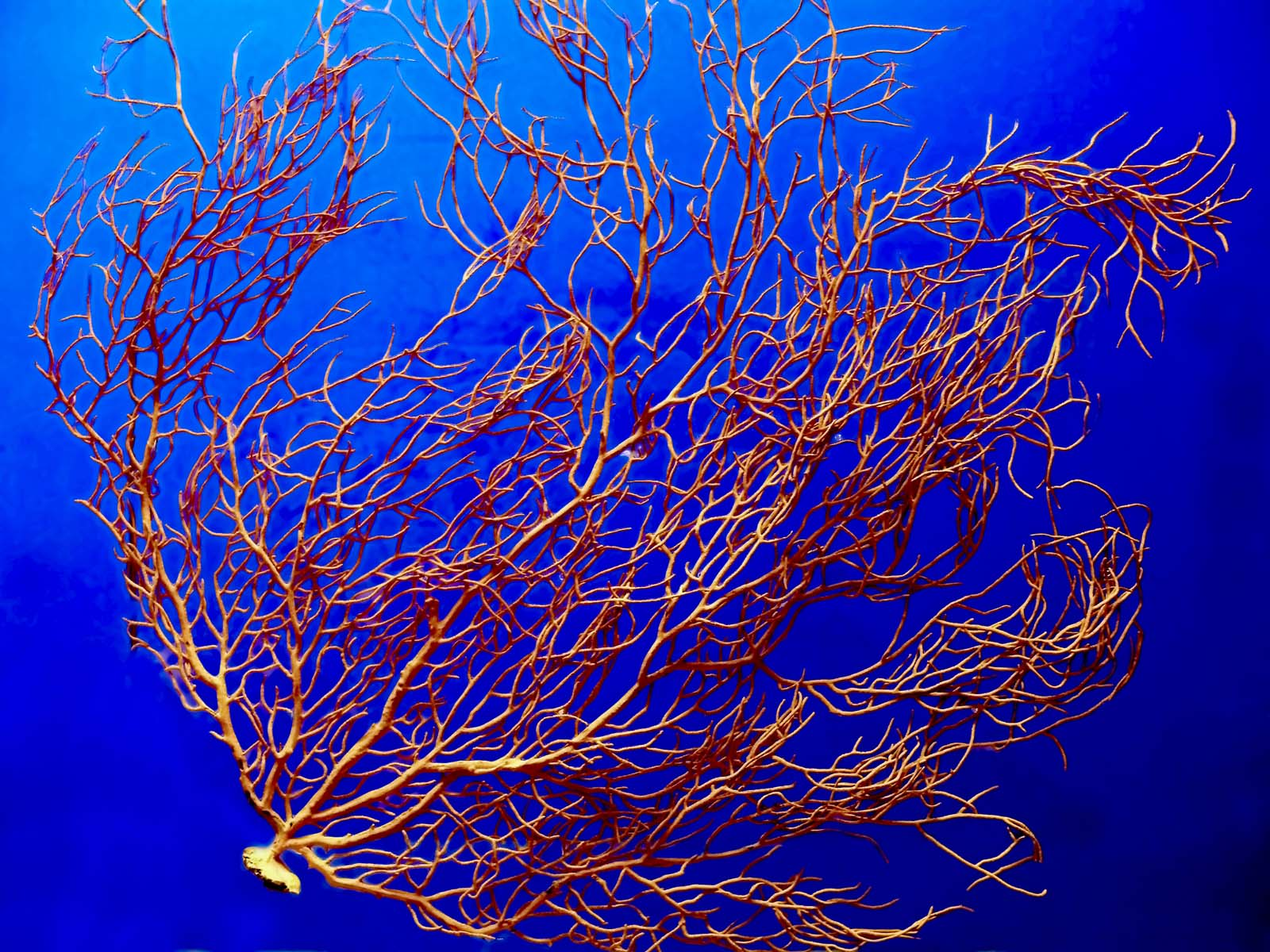
Sezione Mediterraneo: Alcyonacea
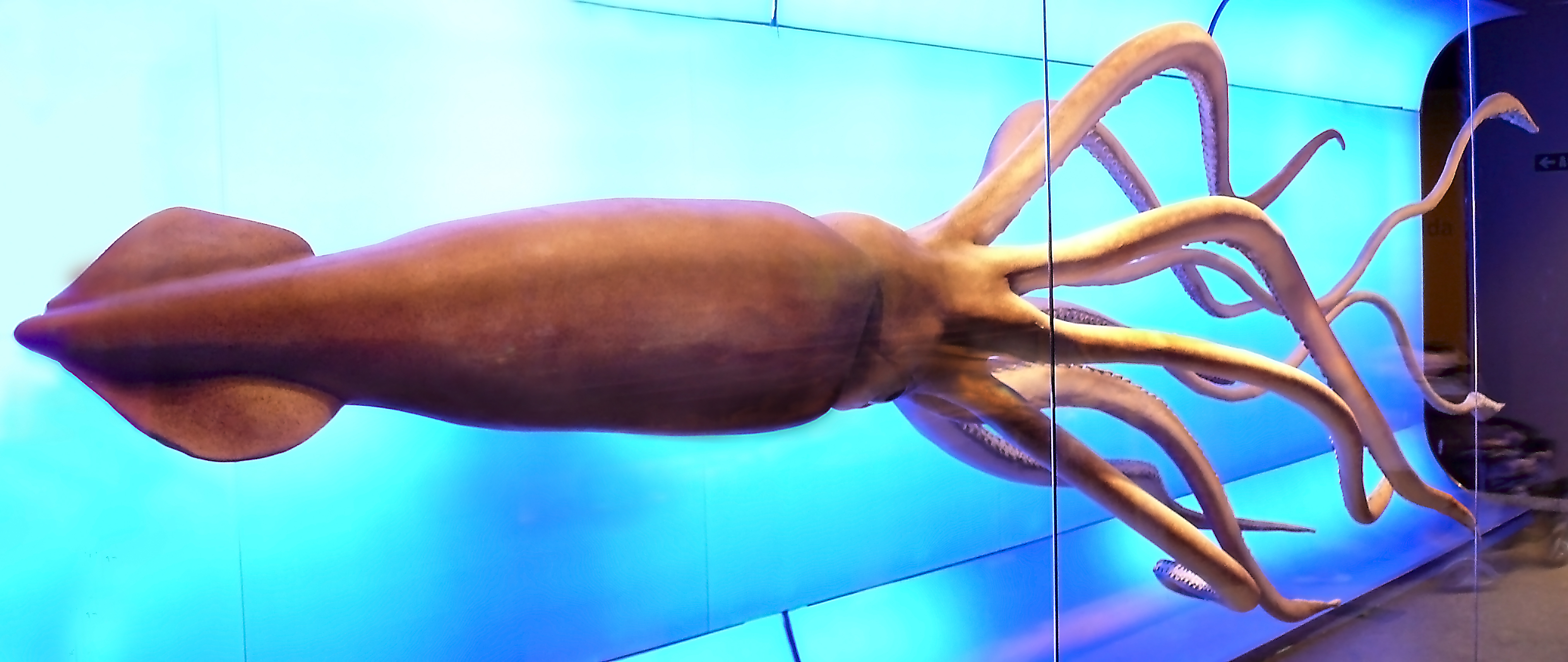
Sezione Mediterraneo: Architeuthis